# Banie Mazurskie (stacja kolejowa)
Banie Mazurskie – zlikwidowana stacja kolejowa w Baniach Mazurskich, w województwie warmińsko-mazurskim, w Polsce. Stacja znajdowała się przy nieczynnej linii kolejowej z Węgorzewa do Gołdapi.